# Il toro
Il toro är en italiensk dramakomedi från 1994 i regi av Carlo Mazzacurati.

## Rollista i urval
- Diego Abatantuono - Franco
- Marco Messeri - Tantini
- Roberto Citran - Loris
- Marco Paolini - Danilo
- Ugo Conti - Antonio
- Alberto Lattuada - Colombani